# Tanecznik (szczyt)
Tanecznik (1308 m) – szczyt w Grupie Pilska na granicy polsko-słowackiej w Beskidzie Żywiecko-Orawskim (na Słowacji są to Oravské Beskydy). Znajduje się w głównym grzbiecie, pomiędzy Kopcem a Szczawinką (także nazywaną Sypurzeniem lub Munczolikiem).

## Opis szczytu
Na północną stronę z Tanecznika opada krótki grzbiet oddzielający źródłowy ciek potoku W Cebuli od jego dopływu – potoku Raztoka. Obecnie Tanecznik jest całkowicie porośnięty lasem, jednak dawniej na jego północnym stoku była polana o nazwie Tanecznik. Według ludowych podań podobno tańcowali na niej zbójnicy żywieccy na złość zbójnikom orawskim. Przez Tanecznik prowadzi czerwono znakowany Główny Szlak Beskidzki oraz niebieski szlak słowacki. Po północno-wschodniej stronie szczytu wiedzie on przecinką wśród dorodnych świerków wzdłuż granicy polsko-słowackiej.
Polskie stoki Tanecznika znajdują się w granicach wsi Sopotnia Wielka w województwie śląskim, w powiecie żywieckim, w gminie Jeleśnia.

## Problemy z nazwą
Obecna lokalizacja szczytu Tanecznik, podawana na mapach Geoportalu, mapie Compassu i w przewodniku turystycznym nie odpowiada lokalizacji historycznej. Nazwę Taniecznik podał Andrzej Komoniecki, nazwa ta występuje też na mapie Kummersberga z 1855 r., ale w obydwu przypadkach dotyczyła ona szczytu po zachodniej stronie Szczawinki (zwanej także Munczolikiem lub Sypurzeniem), Aleksy Siemionow wyraźnie zaznaczył, że chodzi o szczyt Trzy Kopce. Obecny szczyt Tanecznik nie miał nazwy.

## Szlaki turystyczne
schronisko na Hali Rysianka – Trzy Kopce – Przełęcz Cudzichowa – Szczawinka – Kopiec – Hala Miziowa (Główny Szlak Beskidzki)
  słowacki szlak graniczny